# Балуцкий, Михаил
 Михаи́л Балу́цкий (пол. Michał Bałucki, псевдоним — Элпидон, 29 сентября 1837, Краков, Польша — 17 октября 1901 г., Краков) — польский писатель, беллетрист, поэт, сатирик.

## Биография
Михаил Балуцкий родился 29 сентября 1837 года в Кракове в семье портного. После окончания гимназии святой Анны Михаил Балуцкий учился на математическо-физическом, а затем на историко-литературном факультетах в Ягеллонском университете. После окончания университета Михаил Балуцкий сотрудничал с редакциями различных дамских журналов. Непосредственно не участвуя в январском Польском восстании 1863 года, Михаил Балуцкий активно помогал повстанцам в Галиции. За свою подпольную деятельность в конце 1863 года был осуждён на годовой тюремный срок.
В конце своей жизни Михаил Балуцкий находился в оппозиции с движением «Молодая Польша». Из-за многочисленных жизненных неудач Михаил Балуцкий испытывал депрессию. 17 октября 1901 года он покончил жизнь самоубийством выстрелом револьвера в висок. Михаил Балуцкий был похоронен на Раковицком кладбище в Кракове.

## Творчество
Своё первое сочинение «К отцу» Михаил Балуцкий опубликовал в журнале «Gwiazdki Cieszyńskij» (№ 16, 1860 г.) в 1860 году. В этом же журнале в 1860 году была опубликована повесть «Горец» (№ 42, 1860 г.). Позднее Михаил Балуцкий публиковал многочисленную сатиру на галицийскую аристократию, осмеивая польское мещанство.

### Повести
- Przebudzenie — 1864 г.
- Młodzi i starzy — 1866 г.
- Błyszczące nędze — 1870 г.
- Żydówka — 1871 г.
- O kawał ziemi — 1872 г.
- Z obozu do obozu — 1874 г.
- Biały murzyn — 1875 г. (экранизирован в 1939 году)
- Pańskie dziady — 1881 г.
- Typy i obrazki krakowskie — 1881 г.
- W żydowskich rękach — 1885 г.
- Pan burmistrz z Pipidówki — 1887 г.
- Pamiętnik Munia — 1901 г.

### Поэзия
В 1887 году в Кракове выходит сборник поэзии. Второе издание. Формат сборника 76×110 мм.367стр.

### Сатира
- Radcy pana radcy — 1867 г.
- Polowanie na męża — 1871 г.
- Pracowici próżniacy — 1871 г.
- Emancypowane — 1873 г.
- Krewniaki — 1879 г.
- Sąsiedzi — 1880 г.
- Grube ryby — 1881 г.
- Sąsiedzi : Dom otwarty — 1883 г.
- Sąsiedzi : Ciężkie czasy — 1889 г.
- Sąsiedzi : Klub kawalerów — 1890 г.
- Wędrowna muza — 1898 г.
- Blagierzy — 1900 г.

### Другое
- Dla chleba — стихи к песни «Góralu, czy ci nie żal», музыка Владислава Желеньского.

На русском языке имеется несколько переводов произведений Михаила Балуцкого: «Еврейка; повесть последних лет» (Москва, 1883 г.), «Старая Мошкова», «Восход», (1888 г.).